# P. G. Wodehouse
P. G. Wodehouse (1881 - 1975) va ser un escriptor de novel·les humorístiques angleses. Assegurava que el seu estil lleuger seguia Èsquil i Shakespeare però amb tocs de comèdia contemporània. Les seves obres estan ambientades en el món de l'aristocràcia britànica i els temes giren al voltant de l'honor de classe, l'enginy i l'embolic amorós de tipus fulletó.
Molts personatges apareixen a diversos llibres, que formen sèries tot i que es poden llegir de forma independent. Les sèries més rellevants són:
- Les ambientades al Castell de Blandings, amb Lord Emsworth i la seva família
- Les que parlen sobre els clubs socials
- Les protagonitzades per Jeeves, el majordom
- Les de l'aristòcrata Psmith
- Les ambientades a internats anglesos